# Everton Luiz Guimarães Bilher
Everton Luiz Guimarães Bilher (n. 24 mai 1988) este un fotbalist brazilian care joacă pentru Partizan.

## Honours
CRB
- Campeonato Alagoano: 2012